# Nick Wechsler
Samuel Nicholas Wechsler (Albuquerque, Nuevo México; 3 de septiembre de 1978), más conocido como Nick Wechsler, es un actor estadounidense. Es reconocido por su personaje de Kyle Valenti en el drama Roswell y por su rol protagónico de Jack Porter en Revenge.

## Biografía
Nacido y criado en Albuquerque, Nuevo México, Nick es el quinto de ocho hijos. Sus padres son Janet, una secretaria del servicio forestal, y Joseph Wechsler, un trabajador metalúrgico. Cuando tenía 14 años, su hermano mayor, de 24 años, murió de cáncer.
Comenzó su carrera de actuación mientras cursaba la escuela secundaria, en donde actuó en numerosas obras. Después de graduarse se mudó a Hollywood, en donde pasó los siguientes seis meses tratando de entrar en el negocio de la actuación, y pronto consiguió un papel como un ladrón punk en la película para televisión Full Circle.
La gran oportunidad de Wechsler se presentó cuando interpretó a "Trek" Sanders en Team Knight Rider. A partir de ahí, pasó a formar parte de la serie Roswell, en la cual interpretó el papel de Kyle.
Su carrera televisiva continuó con participaciones como artista invitado en numerosas series, entre ellas, Vanished, Without a Trace, Past Life o Chase. En 2008 aparece en la película independiente Fling.
En 2011 interpretó a Jack Porter en Revenge, donde formó parte del elenco principal de la serie.

## Filmografía
| Cine       | Cine                                    | Cine                 | Cine                                                           |
| Año        | Título                                  | Rol                  | Notas                                                          |
| ---------- | --------------------------------------- | -------------------- | -------------------------------------------------------------- |
| 1999       | Chicks, Man                             | Nick                 |                                                                |
| 2000       | Perfect Game                            | Árbitro              |                                                                |
| 2007       | Fling                                   | Luke                 |                                                                |
| 2007       | Infamous                                | Andre                | Cortometraje                                                   |
| 2010       | 3B                                      | Carrey               | Cortometraje                                                   |
| 2010       | Switchback                              | Jonathan Weston      |                                                                |
| Televisión |                                         |                      |                                                                |
| Año        | Título                                  | Rol                  | Notas                                                          |
| 1996       | Full Circle                             | Mugger               | Película para televisión                                       |
| 1997-1998  | Team Night Rider                        | Keven "Trek" Sanders | 22 episodios                                                   |
| 1999-2002  | Roswell                                 | Kyle Valenti         | 61 episodios Nominado a Teen Choice Awards por Choice Sidekick |
| 2003       | Malcolm in the Middle                   | Donnie               | 1 episodio                                                     |
| 2004       | Tru Calling                             | Marc Colvin          | 1 episodio                                                     |
| 2004       | North Shore                             | Justin Silver        | 1 episodio                                                     |
| 2005       | Cold Case                               | Manny                | 1 episodio                                                     |
| 2006       | Crossing Jordan                         | Hooper               | 1 episodio                                                     |
| 2006       | Vanished                                | Gabe Barnett         | 2 episodios                                                    |
| 2007-2008  | Without a Trace                         | Joe Guisti           | 3 episodios                                                    |
| 2007       | Terminator: The Sarah Connor Chronicles | Oficial Ridge        | 1 episodio                                                     |
| 2008       | Lie to Me                               | Luke                 | 1 episodio                                                     |
| 2009       | It's Always Sunny in Philadelphia       | Brad                 | 3 episodios                                                    |
| 2010       | Past Life                               | Brian                | 1 episodio                                                     |
| 2010       | Chase                                   | Adam Rothschild      | 1 episodio                                                     |
| 2011-2015  | Revenge                                 | Jack Porter          | Elenco principal                                               |
| 2017       | Chicago P.D.                            | Kenny Rixton         | Papel recurrente (temporada 4)                                 |
| 2018       | Dynasty                                 | Matthew Blaisdel     | Elenco principal                                               |
| 2019       | This Is Us                              | Ryan Sharp           | 2 episodios                                                    |
| 2022       | The Boys                                | Blue Hawk            | 3 episodios                                                    |
| 2025       | The Hunting Party                       | Oliver Odell         | Elenco principal                                               |